# Oecomys rex
Oecomys rex је врста глодара из породице хрчкова (лат. Cricetidae). 

## Распрострањење
Врста има станиште у Бразилу, Венецуели, Гвајани и Француској Гвајани.

## Станиште
Врста Oecomys rex има станиште на копну.

## Угроженост
Ова врста није угрожена, и наведена је као последња брига јер има широко распрострањење.

### Популациони тренд
Популација ове врсте је стабилна, судећи по доступним подацима.